# Jürgen Kurbjuhn
Jürgen Kurbjuhn (Tilsit, 1940. július 26. – Buxtehude, 2014. március 15.) nyugatnémet válogatott német labdarúgó, hátvéd.

## Pályafutása

### Klubcsapatban
A Buxtehuder SV csapatában kezdte a labdarúgást. 1960 és 1972 között a Hamburger SV labdarúgója volt. Összesen 318 bajnoki mérkőzésen szerepelt és 11 gólt szerzett.

### A válogatottban
1962 és 1966 között öt alkalommal szerepelt a nyugatnémet válogatottban. Tagja volt az 1962-es világbajnokságon részt vevő csapatnak.

## Sikerei, díjai
Hamburger SV
- Nyugatnémet bajnokság (Bundesliga)
  - bajnok: 1961
- Nyugatnémet kupa (DFB Pokal)
  - győztes: 1963
  - döntős: 1967
- Kupagyőztesek Európa-kupája (KEK)
  - döntős: 1967–68